# 家業
家業（かぎょう）
- 一般的には、家族によって継承される一定の生業のことをいう[1]。
- 日本史（社会構成史）では、特定の氏族や家系によって、特定の学問・知識・技芸・業種などが世襲的に継承される仕組みのことをいう[1]。
- 家庭用と業務用の略。食品・卸売業界で用いる業界用語。

## 一般的な概念としての家業
一般的には、家族によって継承される一定の生業のことをいう。この意味の家業は世界のあらゆる時代、あらゆる地域にみられる概念である。
家業型経営の特徴は家業となっている会社の存続とそのビジネスの安定が特に重視されることであり、企業規模が拡大しても、創業家の目が行き届きにくくなることで一定の規模で成長を止める傾向がある。
家業型経営では一般にはオーナー経営者が経営を行う。比較的狭い既存事業の分野で専門的な特化により高い競争力、収益力を誇る企業をグローバル・ニッチトップ企業（GNT企業）と呼ぶが、日本の家業型経営の企業には中小のモノづくりを行うGNT企業が多い。ドイツのようにファミリー企業でもオーナーの一族は株式を所有するだけで経営はプロの経営者が行う形態の企業が多い場合もある。

## 日本史の概念としての家業
日本史（社会構成史）の研究においては、特に中世以降の日本社会にみられる、特定の氏族や家系によって特定の学問・知識・技芸・業種などが世襲的に継承される仕組みをいう概念である。

### 公的な官職
家業という考え方は、特殊な分野における学問や技術が特定の氏族や家系に帰属してそこの専業と認識される状況下によって発生した。律令制の全盛期であった8世紀から9世紀にかけて既にその萌芽が見られ、礼家（れいけ、礼制・家族法）、薬家（やくけ、医薬）、法家（ほっけ、刑事法）などと呼ばれる家柄が出現している。
11世紀から12世紀の日本では律令制下の官制が事実上形骸化に向かいつつあり、残された官司間の統属（上下）関係も事実上崩壊していく。そのような中で機会の平等とも呼べるものは失われ本来公的なものであったはずの官職が私物化され、特定の氏族に委ねられるようになっていき（家職）、また特定の氏族に委ねられた官司による独立した業務運営が可能な態勢が構築されていった。このような、王朝国家における特定の氏族による官職の家職化及び権能の排他的継承を「官司請負制」と呼ばれている。その特定の氏族にとっては、先祖代々授けられる官職・任務は「家業」として認識されるようになったわけである。
例としては、弁官局の小槻氏、外記局における清原氏、検非違使庁における坂上氏や中原氏が挙げられる。
商工関係を司る官職を継承する家系では、自ら商業や工房を経営することをやめ、担当する業種の営業許可権を利用し、座をはじめとするその業種の関係者の活動を支配することで、関係者から金品を得ることを以って業とするようになった。
現代では官民の有力な家系同士が複雑に結びついて閨閥を形成し、営業許可権に限らない利権を持つ。

### 学問・文化
ある学問・技術などが、特定の氏族のみに帰属し、他の氏族が持たない場合があったが、そのような場合、その学問・技術などは、一代で終わらせてしまうのではなく、子孫が継承することで存続させるべきであるという観念が自然に発生した。学問・技術が、二代、三代、四代、、、と無事に継承された場合、特定の一族で継承される「家業」として定着するようになった。
文化の分野では、華道や茶道などの「道」と呼ばれるある種の技能体系が、やはり世代を越えて継承されるようになり、「家道」と呼ばれるようになった。これらの「道」の分野の世代間継承では、知識・技能(知的財産)それ自体だけでなく、権威性(ネームバリュー、ブランド、商標権)や、一門(弟子らの組織)と彼らを監督する権限(ある種の経営権)などが、ワンセットで子孫に継承されることになり、後の「宗家」や「家元」制度(ある種の永続的事業システムや法人システム)につながっていくことになった。
江戸時代の公家社会ではそれぞれの家が、自己の財政維持のための収入確保の意味も含めて先祖伝来の学問・芸術を家業化していき、同時にその家業をもって朝廷に奉仕することで家職化していった。また、江戸幕府からも各公家に対して朝廷への奉仕の一環として家業への専念を求められた。ただし、新家創設や旧家再興（当主急死による養子縁組も含む）の家業の扱いについては不明な点もあり、今後の研究課題とされている。